# Puppy Love (película de 2020)
Puppy Love es una película de comedia dramática canadiense de 2020 escrita y dirigida por Michael Maxxis en su debut como director de largometrajes, y protagonizada por Hopper Penn y Paz de la Huerta. Se basa en un año de la vida del primo de Maxxis, Morgan Fairchild.

## Argumento
Morgan es un joven solitario que tiene una lesión cerebral y se gana un dinero lavando platos. Su madre es una desempleada adicta al juego. No tiene amigos y vive con su hermano mayor, Danny, propenso a las peleas de barra de bar y excampeón de kickboxing, más que aficionado al alcohol y al sexo de pago. Una noche, después de terminar su encuentro con una prostituta drogadicta y sin hogar llamada Carla, Danny le exige a Morgan que se la lleve en coche. En este viaje, Morgan se siente inspirado. Se le ocurre que Carla está disponible a cambio de dinero, pero en lugar de pagar por sexo, lo hace para hablar y que sea su amiga.

## Reparto
- Hopper Penn como Morgan.
- Paz de la Huerta como Carla.
- Michael Madsen como Wesley.
- Donald Cerrone como Danny.
- Rosanna Arquette como Deb.
- Mickey Avalon como Kenny.
- Wayne Newton como Marshall.

## Producción
La película se rodó en Edmonton en marzo de 2017. Elle King estaba destinada a aparecer en la película.
Mientras se preparaba para el papel, Penn vivió con Morgan Fairchild en el apartamento de este último.

## Lanzamiento
La película se estrenó en el Festival Internacional de Cine de Oldemburgo en septiembre de 2020. La película también se proyectó en el Festival Internacional de Cine de Santa Fe el 16 de octubre de 2020. También se proyectó en el Festival de Cine Independiente de San Francisco el 4 de febrero de 2021.

## Premios
En el Festival de Cine de Oldenburgo, la película ganó el Premio de la Independencia Alemana – Espíritu del Cine y de la Huerta ganó el Premio Seymour Cassel a la Mejor Actriz.